# ماريون روشي
ماريون روشي (بالإنجليزية: Marion Roach)‏ هي كاتِبة أمريكية، ولدت في أبريل 1956.